# Bartolomeo Trinci
Bartolomeo Trinci, fils de Ugolino (Foligno... – Nocera Umbra, 10 janvier 1421), est un condottiere italien et seigneur de Foligno de (1415 - 1421).

## Biographie
Bartolomeo Trinci a été co-seigneur de Foligno de 1415 à 1421 avec ses frères  Niccolò et Corrado. Il succéda à son père Ugolino III Trinci
Il a combattu comme condottiere pour la République de Venise.
En 1421, le châtelain de Nocera Umbra, Pietro di Rasiglia, suspectant un adultère entre son épouse et Niccolò, invita toute la famille Trincci à une partie de chasse et en tua tous les membres excepté Corrado qui vengea sa famille en attaquant la ville et tuant le châtelain.
La revanche fut terrible. Braccio da Montone attaqua le château de nocera Umbra avec Corrado Trinci et le détruisit. Le comte de Rasiglia se jeta lui-même avec ses enfants du donjon du château. La sœur de Corrado, la jeune Elisabetta, a été l'amante de Fortebraccio. À la mort de Fortebraccio en 1424, leur enfant non reconnu a été caché avec sa mère dans le château de Cascia. L'enfant a été appelé Bartolomeo en mémoire de son frère assassiné par Pietro di Rasiglia.
En honneur de Bartolomeo Trinci, la famille Bracci (ainsi nommée après Fortebraccio) donna ce nom durant des siècles à un grand nombre de ses membres.

### Sources
- (en) Cet article est partiellement ou en totalité issu de l’article de Wikipédia en anglais intitulé « Bartolomeo Trinci » (voir la liste des auteurs).